# Неправославные культовые сооружения Орла
Неправославные культовые сооружения Орла  — неправославные христианские и нехристианские культовые сооружения, расположенные в городе Орле.
Наряду с православными храмами, другие религиозные конфессии имеют в городе свои культовые сооружения. Первый неправославный храм — кирха, построенный в 1862 году, не сохранился. Польский костёл в перестроенном виде сохранился до наших дней (2017). После неудавшейся попытки восстановить и вернуть прежнее здание костёла, католической общиной была построена новая церковь. А вот еврейской общине повезло больше. В 2016 году ей вернули старое здание синагоги. Большинство культовых сооружений, молитвенные дома относятся к протестантской деноминации и построены в 2000-е годы. В городе существуют и другие неправославные религиозные организации и группы: Свидетели Иеговы, «Церковь «Новое поколение» (неопятидесятничество), «Церковь Иисуса Христа», «Церковь Объединения» (Движение Муна), секта «Искусство Жизни», секта сайентологов, секты афрохристианского течения и другие, но они немногочисленны и не имеют отдельных культовых сооружений для религиозных нужд.

## Инославные

### Церковь христиан адвентистов седьмого дня
52°57′12″ с. ш. 36°03′18″ в. д.

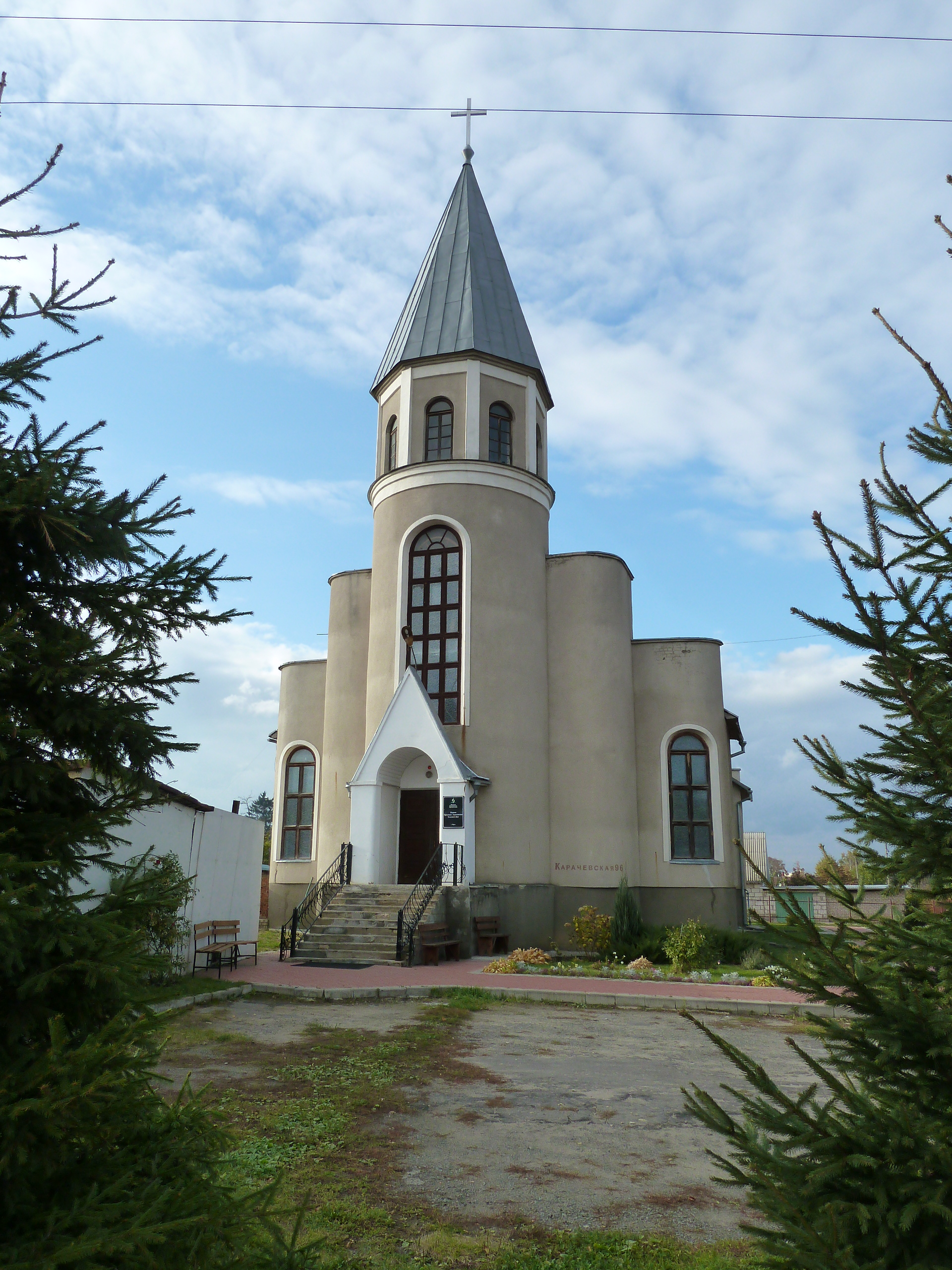
Церковь адвентистов

Адвентисты седьмого дня — одно из направлений протестантизма. Характерные отличительные черты вероучения — соблюдение всех Десяти божественных заповедей с обязательным буквальным соблюдением четвёртой — о субботе и вера во Второе пришествие Иисуса Христа. Церковь христиан адвентистов седьмого дня находится в Заводском районе города на улице Карачевской, д. 96. Храм был построен в 2002 году.

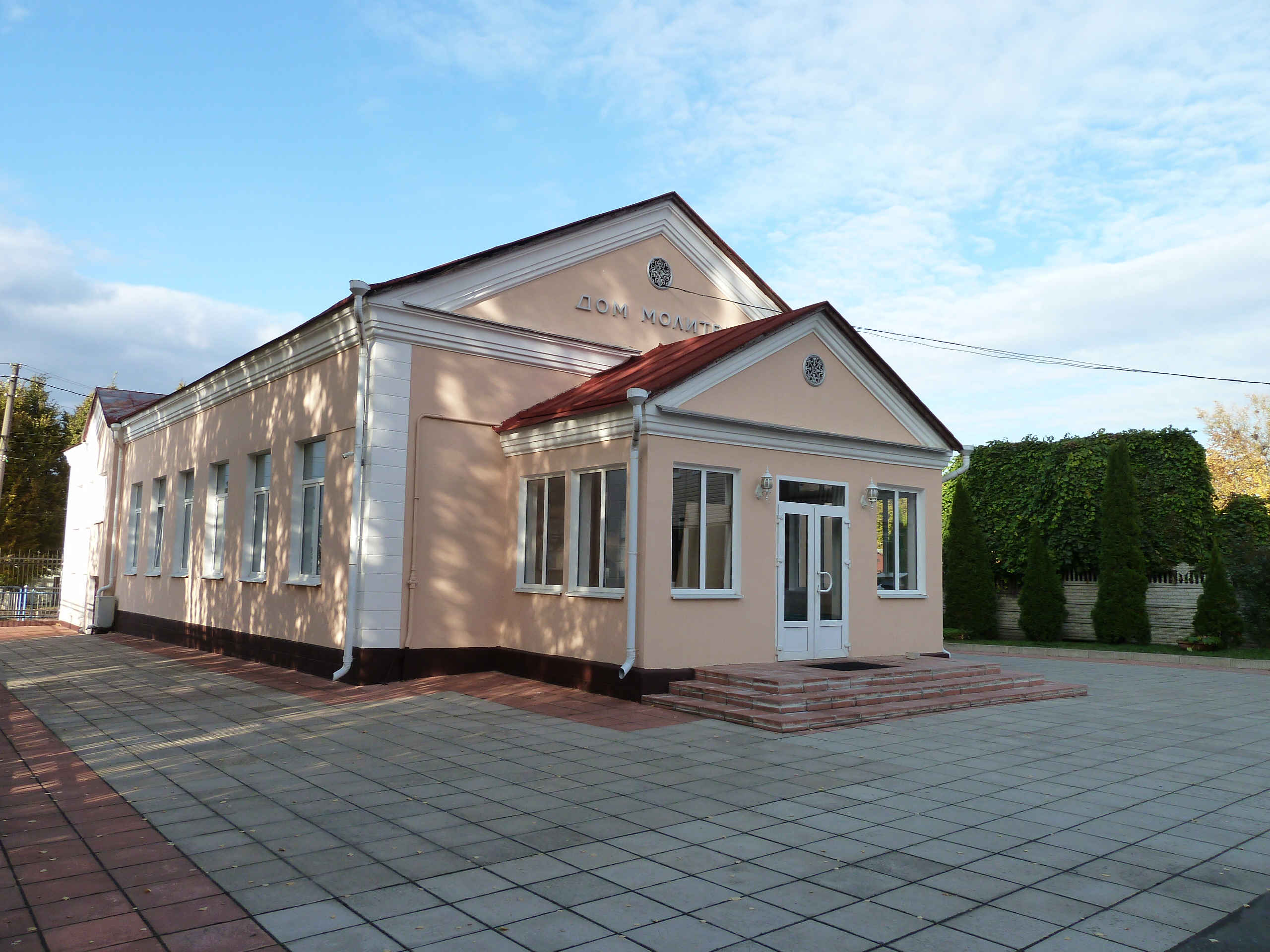
Дом молитвы

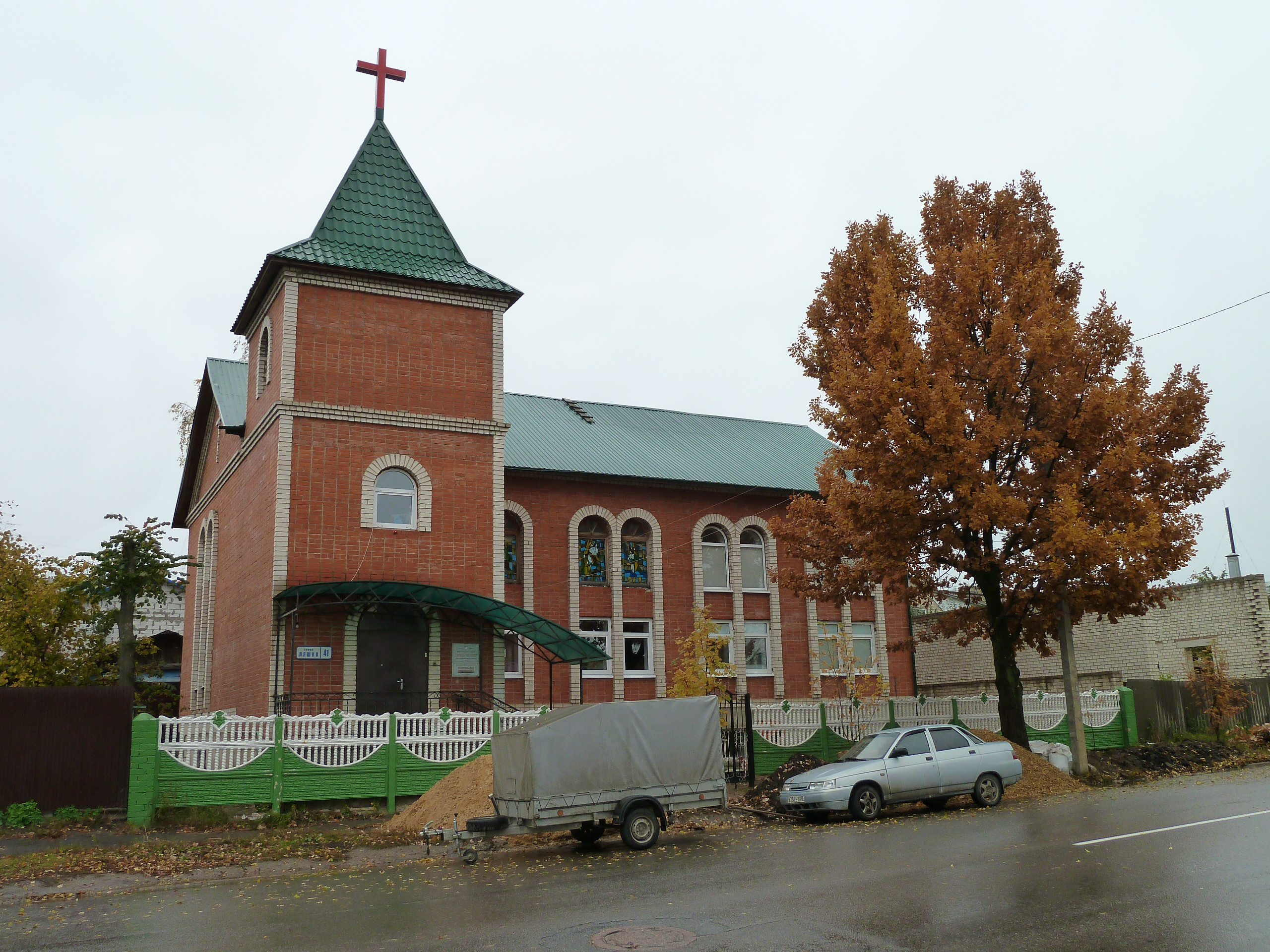
«Вифания»

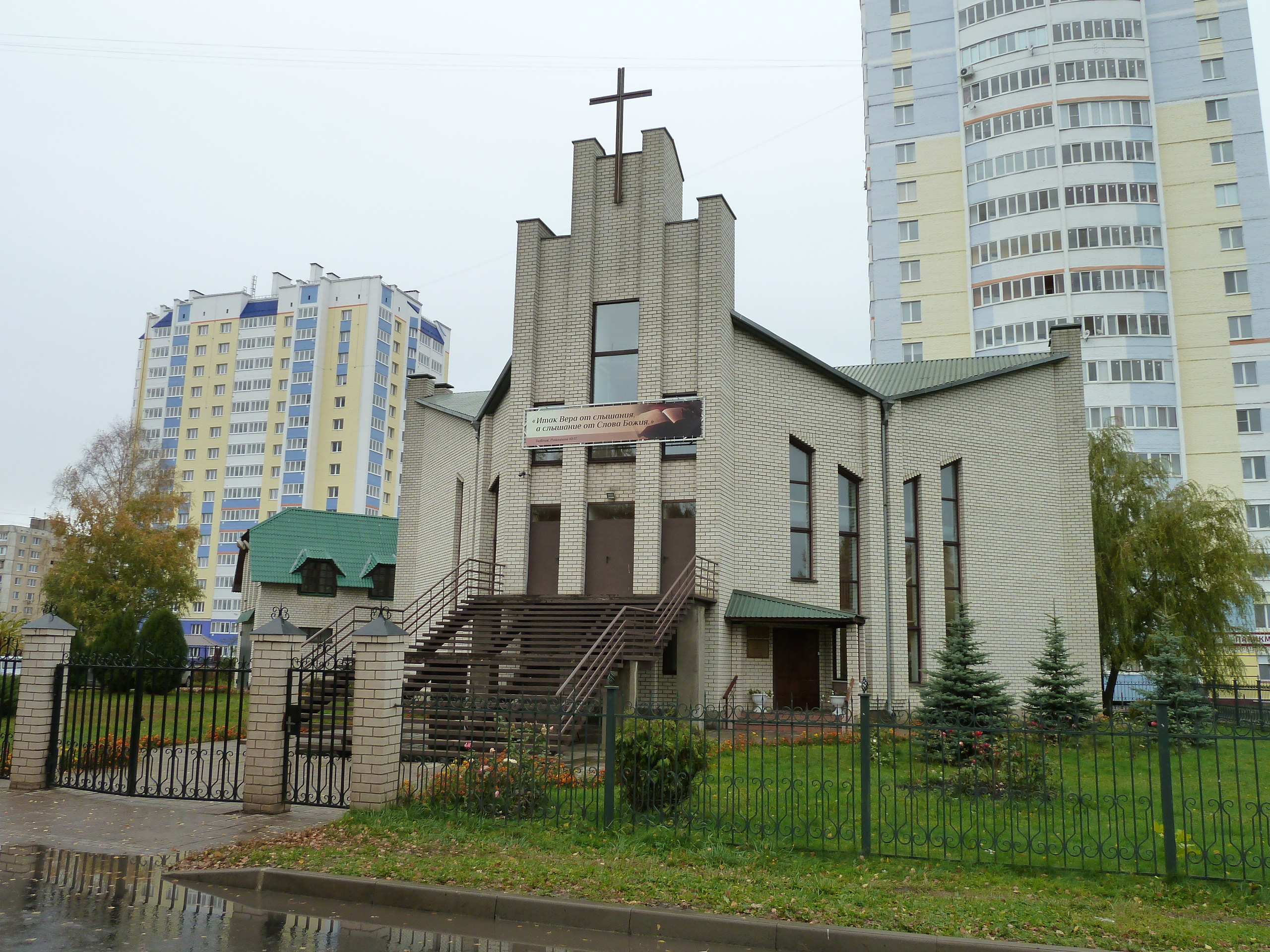
«Преображение»

### Церкви Евангельских христиан-баптистов
Евангельские христиане-баптисты (ЕХБ) — одно из направлений протестантизма, придерживающееся баптистского вероучения. Разделяют все базовые общехристианские доктрины, но не имеют традиций, которые прямо не предписаны Библией.

#### Дом молитвы ЕХБ
52°56′59″ с. ш. 36°02′51″ в. д.
Находится в Заводском районе на улице Карачевской, д. 105. Построен в 1982 году.

#### Молитвенный дом «Вифания»
52°58′27″ с. ш. 36°06′28″ в. д.
Находится в Железнодорожном районе на улице Ляшко, д. 41. Построен в 2005 году.

#### Церковь «Преображение»
53°00′06″ с. ш. 36°08′14″ в. д.
Находится в Северном районе на улице Московское шоссе, д. 117. Построена в 2002 году.

### Римско-католическая церковь
52°56′29″ с. ш. 36°02′41″ в. д.

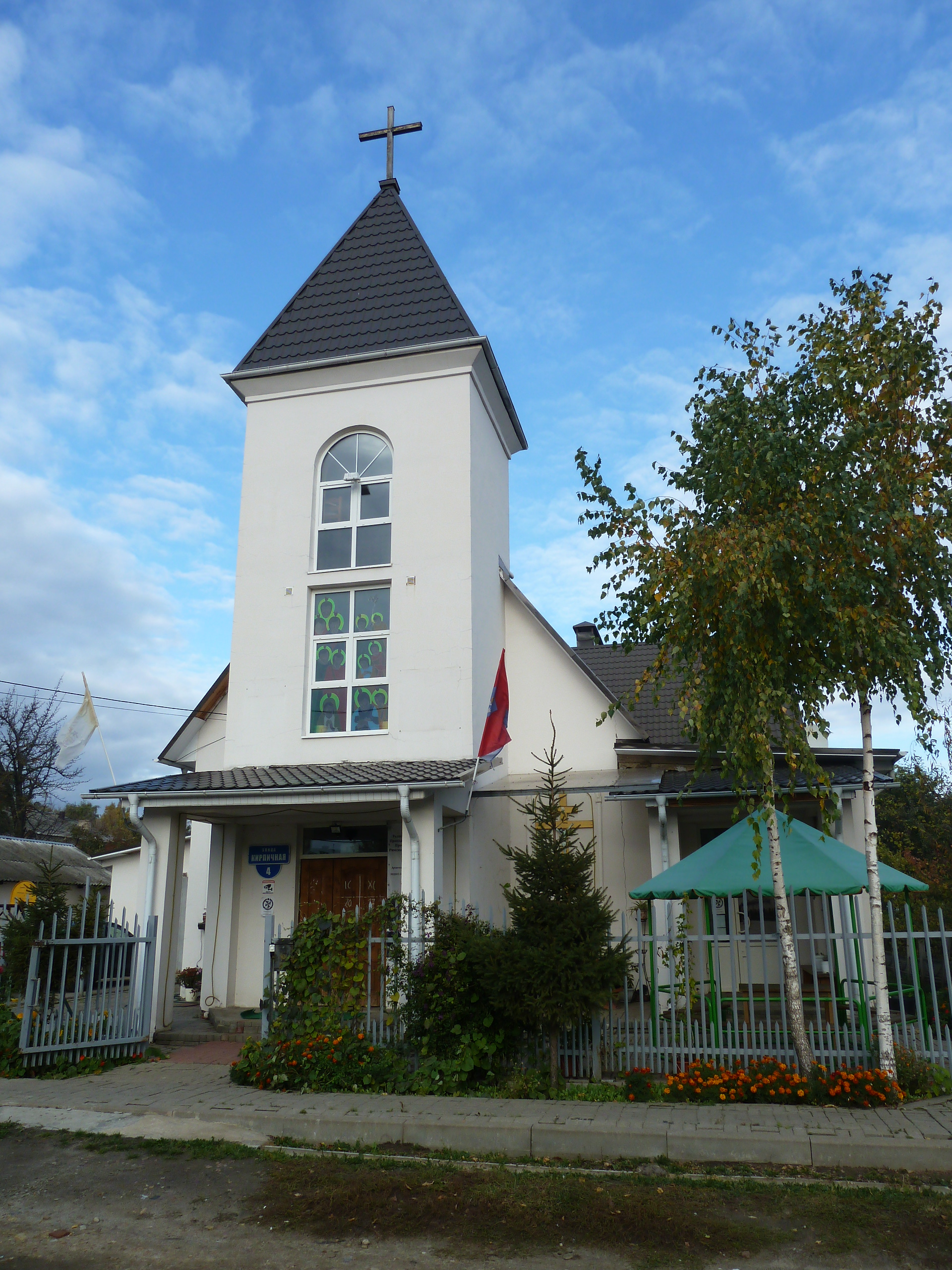
Новое здание костёла

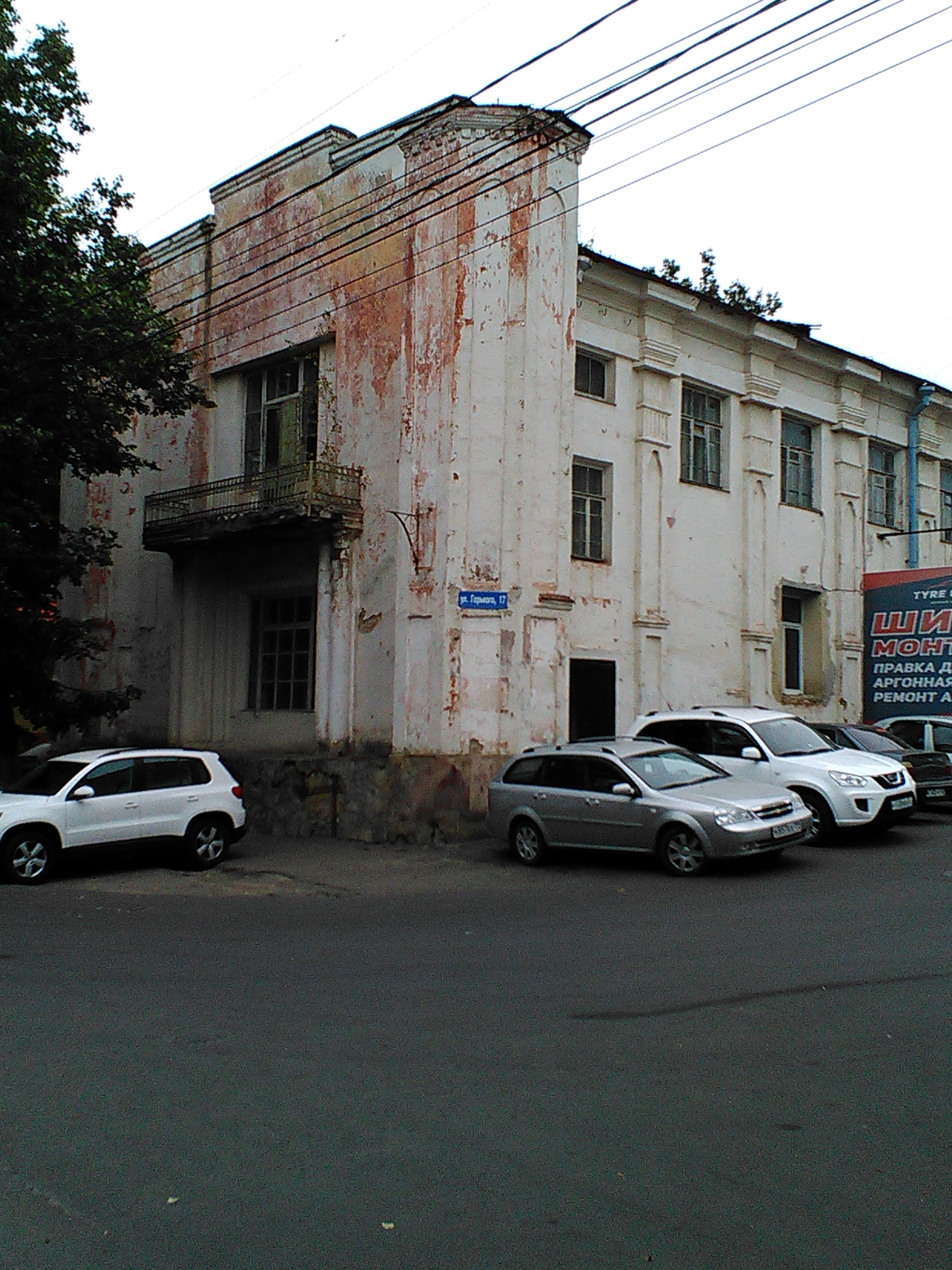
Костёл (вид 2017 г.)

Разрешение на строительство костёла католическая община получила в 1861 году. Здание было построено на углу улиц Садовой (ныне М. Горького) и Введенской (ныне 7-го Ноября). Архитектурный вид в стиле неоготики представлял собой типичное католическое культовое сооружение. Появление костёла связано с проживанием в Орле лиц польского происхождения, в том числе сосланных сюда за участие в национально-освободительном движении. Был закрыт в 1938 году. В результате последующих перестроек здание утратило своё первоначальное
убранство. В настоящее время (2017) используется как производственное помещение завода «Орёлпродмаш». Попытки инвесторов в 2000-х восстановить первоначальный внешний вид костёла не увенчались успехом.
В 2004 году в Заводском районе на улице Кирпичной (район кинотеатра «Современник») был построен и 3 июля 2005 года освящён митрополитом Тадеушем Кондрусевичем новый католический храм во имя Непорочного зачатия Девы Марии.

### Лютеранская часовня
52°58′51″ с. ш. 36°03′17″ в. д.

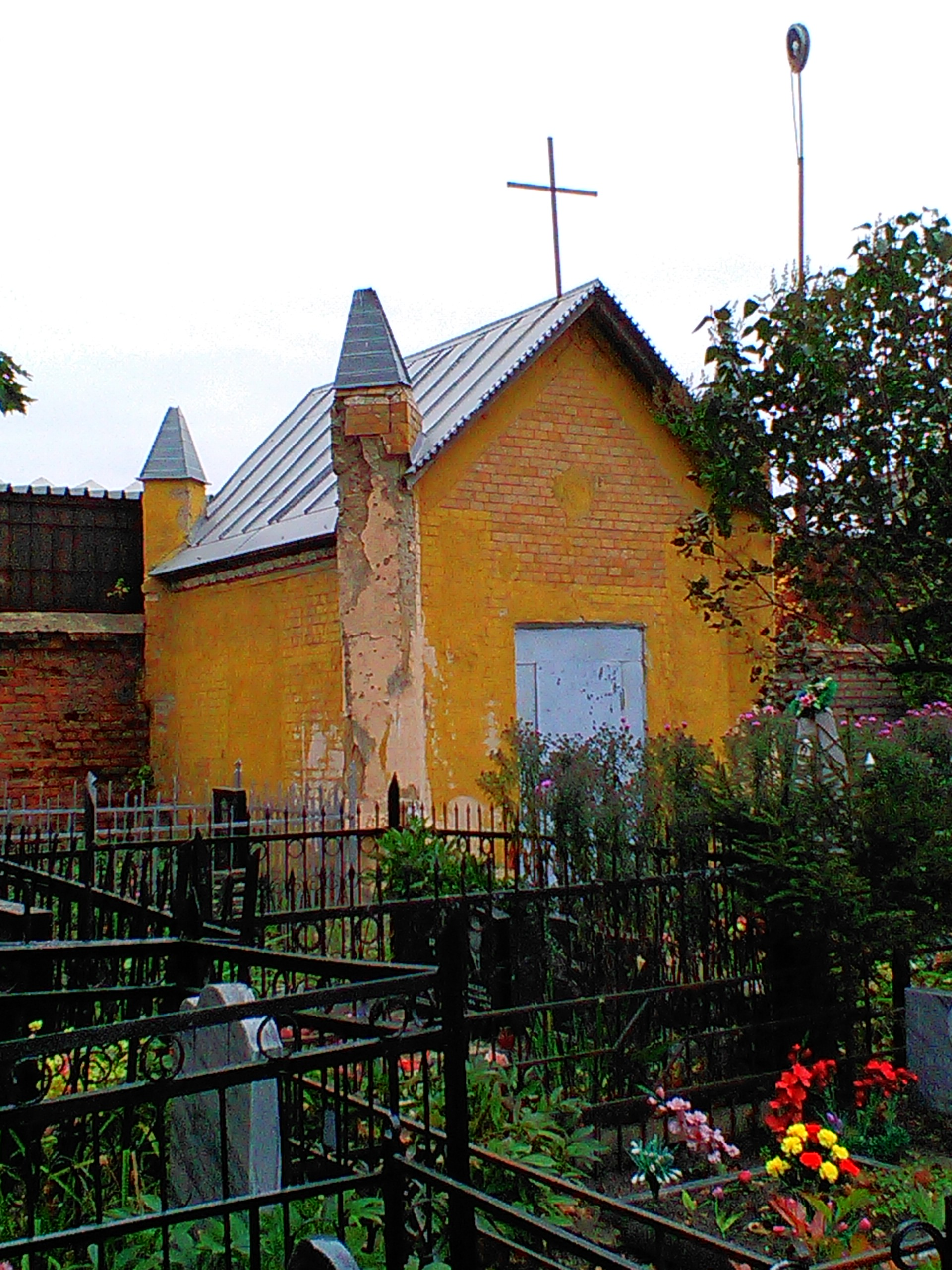
Часовня

Лютеранство — протестантское течение в христианстве. Здание кирхи было построено по ходатайству лютеранского общества в 1862 году. Это был первый не православный храм в Орле. Закрыт в 1932 году и снесён под предлогом как не представляющий исторической ценности. Ныне на этом месте находится жилой пятиэтажный дом (пересечение улиц Октябрьской и Полесской). В Орле существовала немецкая лютеранская община, имевшая своё лютеранское (немецкое) кладбище, которое находилось в северной части Троицкого кладбища. В 1994 году постановлением администрации города верующим лютеранской общины на территории Троицкого кладбища была передана сохранившаяся протестантская часовня и земельный участок около неё.

### Молитвенный дом христианской пресвитерианской церкви «Живой источник»
52°58′36″ с. ш. 36°04′49″ в. д.

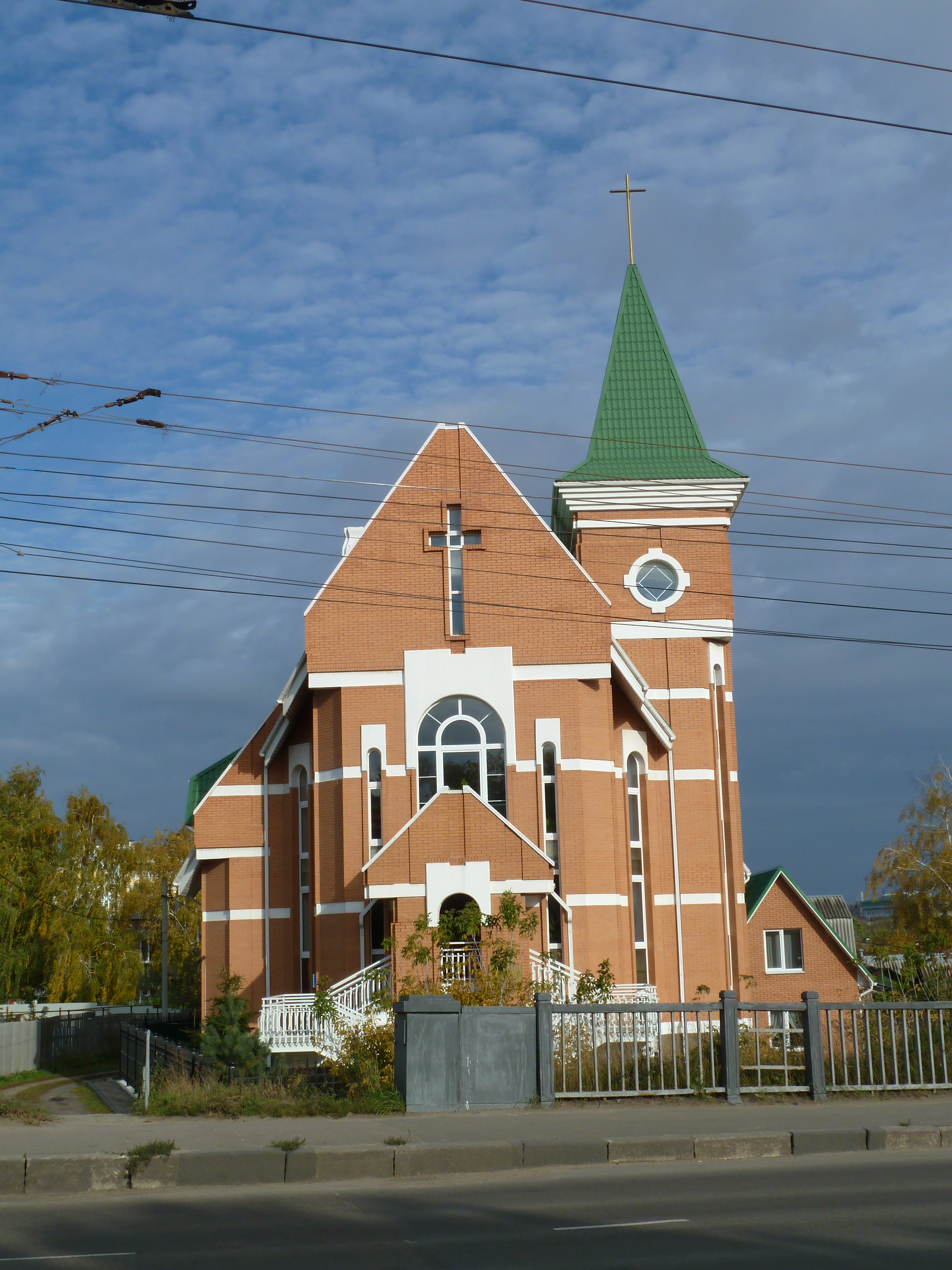
Церковь «Живой источник»

Пресвитерианство — одно из направлений в протестантизме, которое основано на учении Жана Кальвина. Пресвитерианский храм «Живой Источник» построен в 2005 году и находится в Советском районе в переулке Огородном, д. 6.

### Церковь христиан веры евангельской (пятидесятников) «Воскресение»
52°58′40″ с. ш. 36°06′23″ в. д.

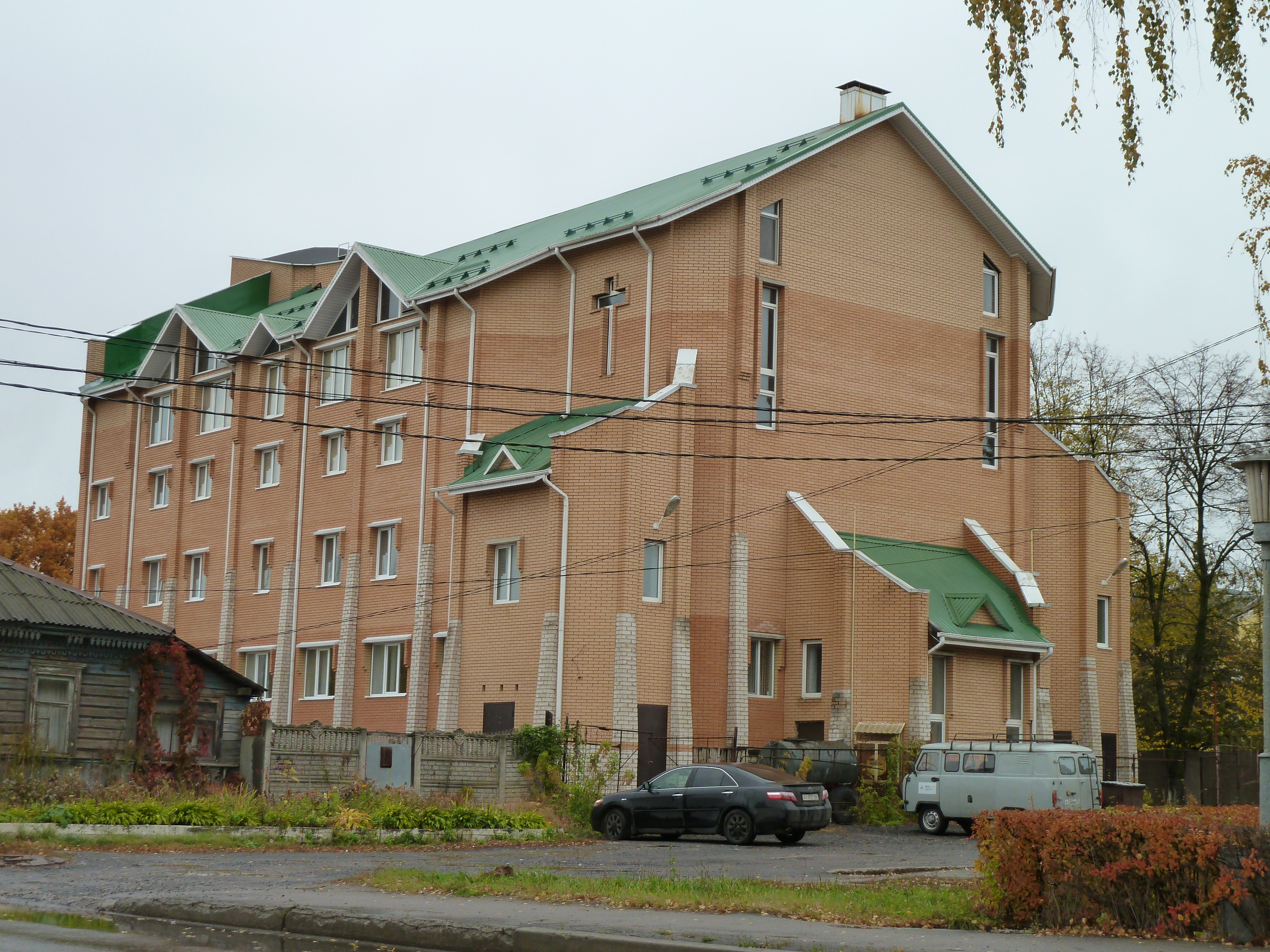
Церковь «Воскресение»

Пятидесятники — евангельские христиане, последователи пятидесятничества, одного из направлений протестантизма. Называются Христианами веры евангельской (ХВЕ) или Христианами евангельской веры (ХЕВ). Церковь Божия «Воскресение» находится на улице Железнодорожная, д. 18 (рядом с привокзальной площадью, за ДК Железнодорожников).

## Иноверные

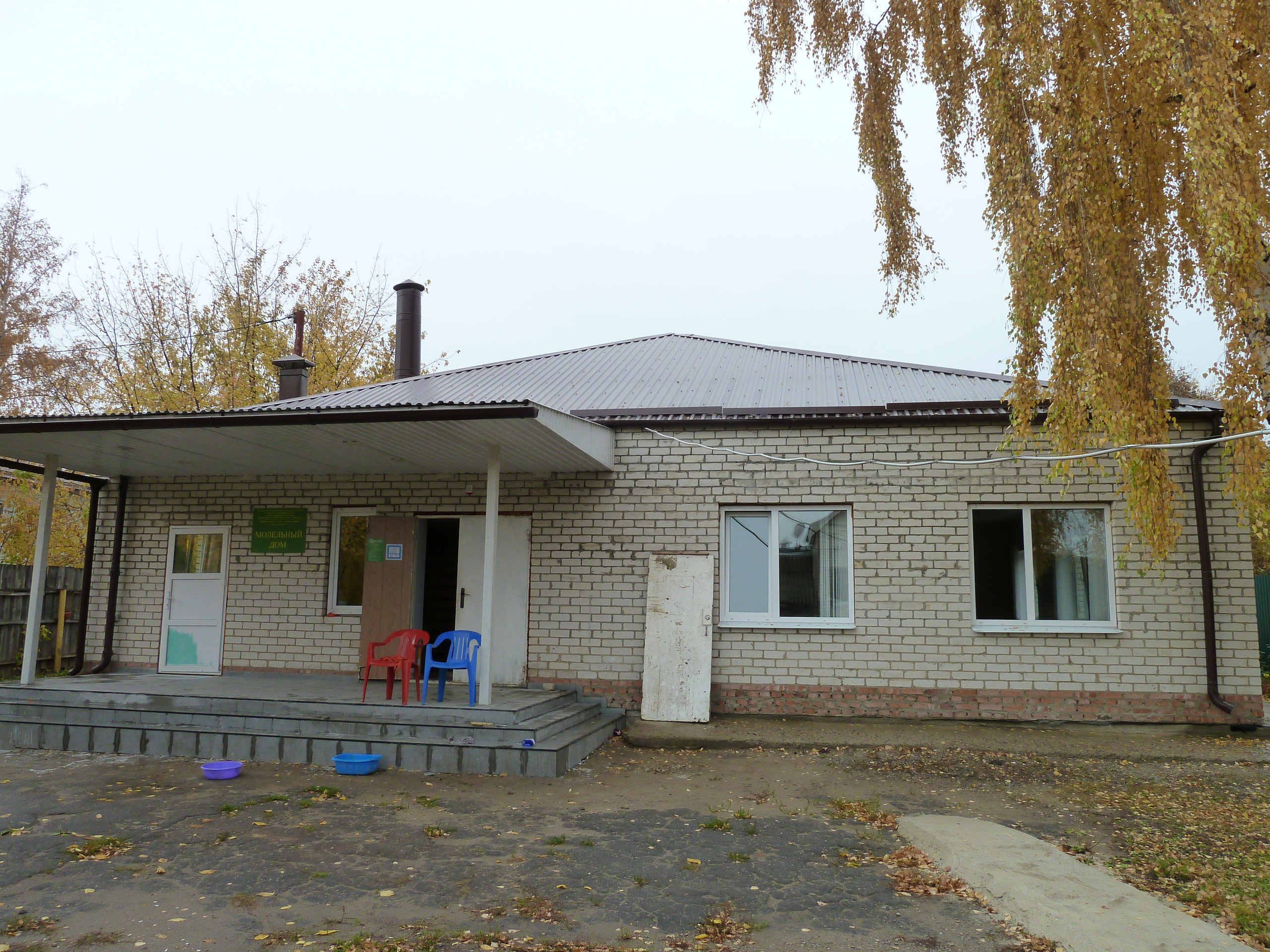
Центральный молельный дом мусульман

### Молельный дом мусульман
52°58′56″ с. ш. 36°07′17″ в. д.
В 2011 году в Орле интенсивно муссировались слухи о строительстве в городе мечети. Назывались места для строительства: это Наугорское шоссе, позднее улица Ливенская. Этому предшествовало два запроса в городскую администрацию (2009, 2010) на согласование строительства мечети. Но запросы были отклонены по причине, лежащей в области градостроительной политики. В настоящее время (2017) в городе на улице Деповская, д. 4 (район Выгонка) имеется центральный молельный дом мусульман. Это арендованное помещение, к которому была сделана специальная пристройка. Вместимость молельного дома — около 400 прихожан. Второй молельный дом находится около центрального рынка. Он был открыт для совершения пятикратного намаза работниками рынка, среди которых много мусульман.

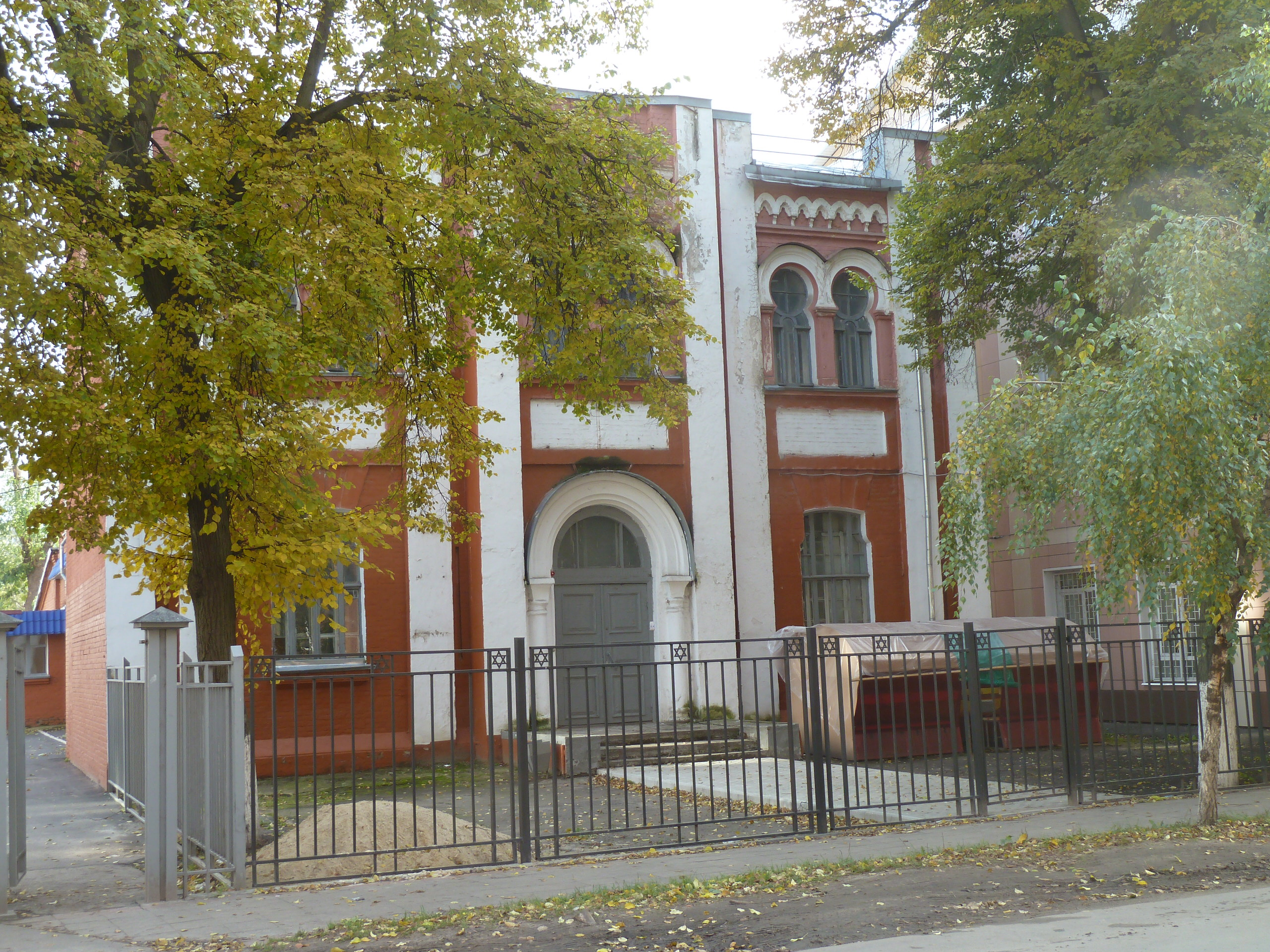
«Дом собрания» иудейской общины

### Синагога
52°58′11″ с. ш. 36°04′32″ в. д.
Строительство синагоги велось на пожертвования с 1909 по 1911 годы по проекту губернского инженера Ф. В. Гаврилова на месте существовавшего с 1905 года здания еврейской ритуальной миквы. Официальное открытие состоялось в 1912 году. Проработав немногим более десяти лет, в 1923 году её закрыли. После закрытия здесь размещались различные организации: биржа труда, пожарная часть, милиция, школа, аэроклуб ОСОАВИАХИМа. Внутренняя планировка здания полностью утрачена, не сохранился и венчавший его купол. В последнее время в этом здании располагался Орловский автодорожный техникум. Здание является объектом культурного наследия регионального значения.
В результате судебных разбирательств между религиозной организацией и областным правительством в марте 2016 года было заключено мировое соглашение и 21 ноября здание синагоги было возвращено иудейской общине Орловской области. Синагога расположена на улице Советской (бывшая 2-я Никитская), д. 16.